# Bläshammar och Trönningenäs
Bläshammar och Trönningenäs – miejscowość (tätort) w Szwecji, w regionie administracyjnym (län) Halland, w gminie Varberg.
Według danych Szwedzkiego Urzędu Statystycznego liczba ludności wyniosła: 743 (31 grudnia 2015), 958 (31 grudnia 2018) i 989 (31 grudnia 2019).